# 吴稼祥
吴稼祥（1955年10月7日—），安徽省铜陵市铜陵县大通镇人，毕业于北京大学经济系，美国哈佛大学访问学者，曾在中华人民共和国政府任职，是政治学、经济学学者、公共知识分子。

## 生平
1955年，吴稼祥出生在安徽省铜陵市铜陵县大通镇，文化大革命结束恢复高考制度之后，考入北京大学经济系，大学毕业后，吴稼祥被分配到中共中央宣传部，后转职中国共产党中央书记处办公室、中共中央办公厅。1989年，六四事件爆发，吴稼祥被北京市公安局逮捕并且发送到秦城监狱，1992年刑满释放。2000年，吴稼祥远赴美国哈佛大学当访问学者，一直居住在剑桥市3年。

## 思想
吴稼祥是中国国内最早提出改革国有企业，实行股份制的学者之一。
在周永康案宣布后，吴稼祥在新浪微博上为周永康喊冤，称胡锦涛支持薄熙來，要把中国变成朝鲜，但被周永康抵制了，这是周永康的功劳。还指出沟马（山沟里走出的马列主义）派指鹿为马，利用“萱萱”造势愚弄天下。
根据亲身经历與大量事实资料，写成《泡面传奇》，展现了“六四”事件的许多内幕，提出了不同于以往广为流传的政治派系划分與六四事件的重要责任人，说明了江的政治派系变化的过程，并認爲江与习为政治同盟。由于与海内外网络上传播的对中国政治分析的主要观点相左，因此引起很大争议，受到不少攻击。

## 作品
- . 上海市: 上海三联书店. 1997: 390. ISBN 9787542616371.
- . 北京市: 知识出版社. 2003: 275. ISBN 9787501537389.
- . 北京市: 朝华出版社. 2005: 182. ISBN 9787505413771.
- . 北京市: 朝华出版社. 2006: 225. ISBN 9787505415195.
- . 上海市: 上海三联书店. 2005: 301. ISBN 9787542621023.
- . 北京市: 中国友谊出版公司. 2007: 296. ISBN 9787505722422.
- . 广西壮族自治区: 广西师范大学出版社. 2013: 397. ISBN 9787549527502.
- . 2014.（未出版）